# Notte di leggenda
Notte di leggenda est un opéra en un acte d'Alberto Franchetti, sur un livret de Giovacchino Forzano. La création a eu lieu au Teatro alla Scala de Milan le 14 janvier 1915.